# Syrah

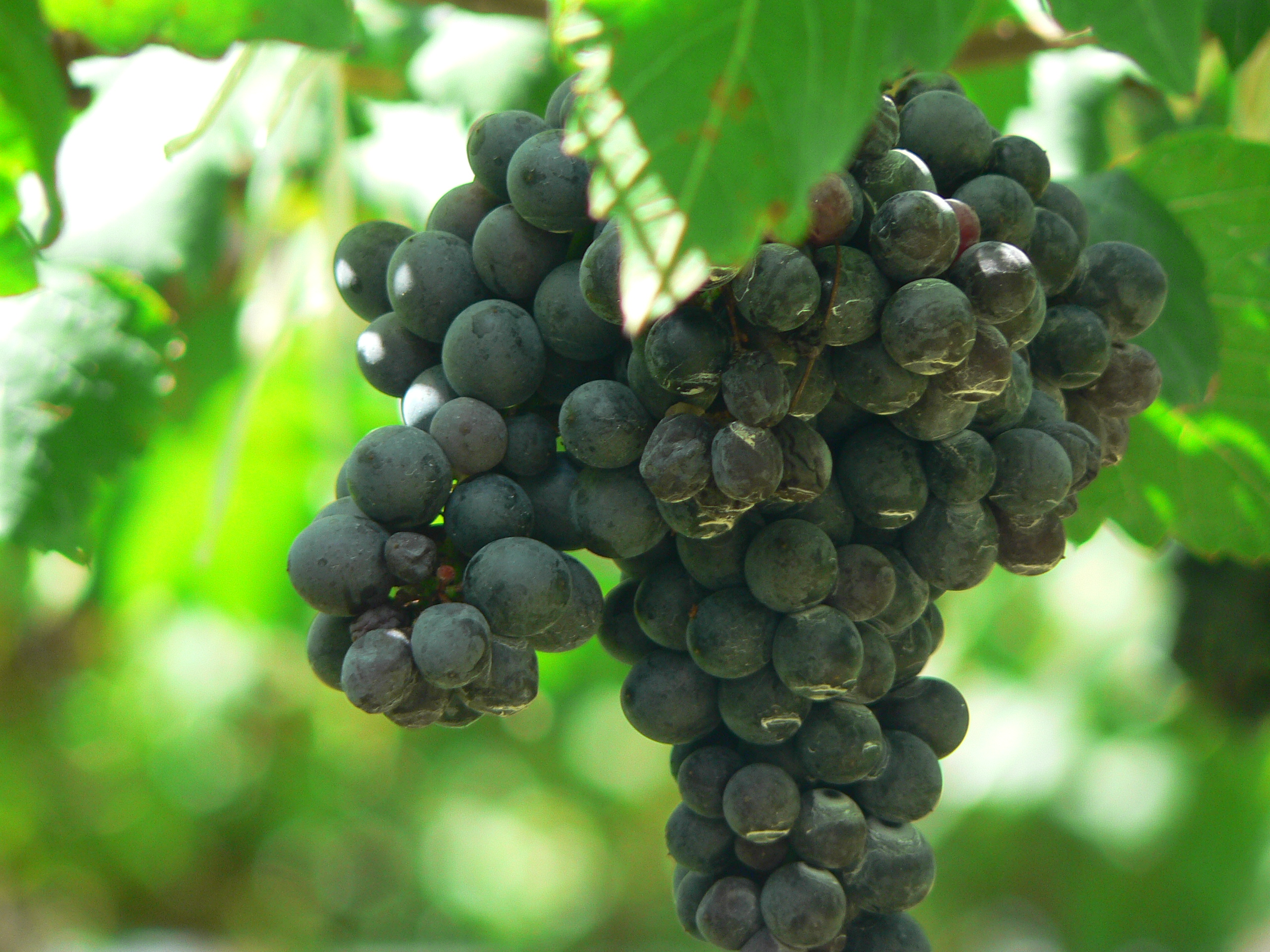
Winogrona odm. syrah

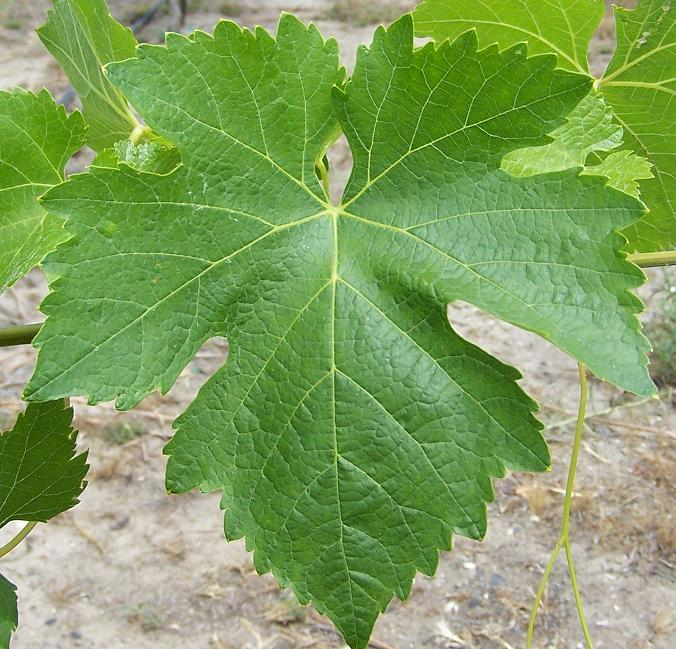
Liść syrah

Syrah (znany także jako shiraz i balsamia) – czerwona odmiana winorośli, wywodząca się z Doliny Rodanu we Francji. W Republice Południowej Afryki, Australii, Stanach Zjednoczonych powszechnie używa się nazwy shiraz. Syrah jest zaliczane do małej grupy „odmian szlachetnych” (edle Rebsorten (niem.), Edelreben (niem.), cépages nobles (fr.)).

## Charakterystyka
Wina z syrah mają wyraźny aromat porzeczek. Z winogron uzyskuje się przy standardowej fermentacji ciemne wino o wysokiej zawartości garbników, które wymaga długiego leżakowania w celu zmniejszenia cierpkości.

## Pochodzenie
Analizy DNA przeprowadzone w roku 1998 na Uniwersytecie Kalifornijskim w Davis dowiodły, że syrah jest krzyżówką starych francuskich odmian dureza i mondeuse blanche, co pozwala z bardzo wysokim prawdopodobieństwem stwierdzić, że odmiana wywodzi się z doliny Rodanu.
Według badań genetyków z centrum IASMA w San Michele all’Adige we Włoszech, José Vouillamoza i Stelli Grando, syrah jest spokrewniona z innymi popularnymi środkowoeuropejskimi odmianami, m.in. pinot noir (prawdopodobnie jest jego potomkiem) oraz odmianami z regionu Trydent-Górna Adyga – lagrein, marzemino i teroldego.

## Uprawa
Syrah jest dość odporny na wiosenne przymrozki, ponieważ późno wypuszcza pąki. Chłodna i deszczowa pogoda w czasie kwitnienia negatywnie wpływa na ilość gron. Grona są małe, ale liczne. Posiada duże wymagania pogodowe w trakcie dojrzewania gron. Mała ilość słońca powoduje, że winogrona nie zdążają dojrzeć całkowicie, co prowadzi do wyjątkowo dużego gromadzenia się tanin, a w konsekwencji smaku określanego jako trawiasty, niedojrzały i nieatrakcyjny. Nadmierne nasłonecznienie w tym okresie może z kolei spowodować zbyt szybkie dojrzenie, wtedy grona tracą swoją kwasowość i owocowy aromat.
W pewnym okresie powierzchnia winnic syrah we Francji zmalała do 3000 ha. Obecnie powierzchnia upraw przekracza w ojczyźnie odmiany 60 000 ha, a na całym świecie wynosi ok. 145 000 ha.

## Obszary upraw

### Francja
Powierzchnia upraw wynosząca 69 891 ha (2007) plasuje syrah wśród najważniejszych czerwonych odmian we Francji. Winorośl wymaga ciepłego, suchego klimatu i jest uprawiana przede wszystkim w Dolinie Rodanu. Jako składnik win z wielu odmian jest wykorzystywana w całej południowej Francji. W północnych apelacjach doliny Rodanu (Côte-Rôtie, Saint-Joseph, Hermitage, Crozes-Hermitage i Cornas) syrah jest jedyną dozwoloną odmianą dla win klasyfikowanych jako AOC. W Langwedocji jest wraz z carignan, grenache i mourvèdre składnikiem cuvées (win kupażowanych).
Obszar upraw odmiany rozciąga się po Gaillac na zachodzie, gdzie syrah jest często mieszana z odmianami bordoskimi. Pod względem terminu dojrzewania plasuje się między merlotem a cabernet sauvignon.

### Australia
Syrah jest tu uprawiana na powierzchni 43 418 ha (2007) pod nazwą shiraz. Odmiana została sprowadzona ok. 1830 roku. Była obsadzona na obszarze większym niż we Francji, gdzie było wówczas obsadzonych ok. 3000 ha. Tradycyjnie miesza się ją z cabernet sauvignon, ale wina jednoodmianowe są także popularne. Z najlepszych winnic mogą osiągnąć 15 % alkoholu.

### Inne
Ważnymi rejonami uprawy winorośli syrah są także Stany Zjednoczone (Kalifornia) – ok.7306 ha w 2007 roku, Meksyk (ok.1700 ha), Południowa Afryka (9856 ha, 2007), Chile (3370 ha, 2006), i Argentyna (11 670 ha, 2005).
Choć powierzchnia winnic syrah w Nowej Zelandii wynosiła w 2008 roku 278 ha, to popularność odmiany rośnie i dokonuje się nowych nasadzeń.
We Włoszech syrah uprawia się na Sycylii i na małą skalę w Toskanii. Na terytorium Szwajcarii odmianę można spotkać ją przede wszystkim w kantonie Valais. Statystyki mówią o 179 ha (2007). Eksperymentalne uprawy prowadzi się w także w Niemczech.

## Możliwe pomyłki
Odmiana petite sirah, uprawiana w Kalifornii, jest krzyżówką syrah i peloursin. Identyczne pochodzenie ma odmiana durif.

## Synonimy
Ze względu na szerokie rozpowszechnienie odmiany lista synonimów jest obszerna. Syrah jest znana także pod nazwami: antournerein, antournerein noir, anzher muskatnyi, biaune, blauer syrah, bragiola, candive, candive noir, costigliola, costiola, damas noir du puy de dôme, damaszener blau, di santi, entourneirein, entournerein, entournerin, ermitage, fresa grossa, hignin noir, marsanne noir, marzane noir, neiret di saluzzo, neiretta cunese, neiretta del cuneese-fassanese, neiretta del monregalese, neiretta del rosso, neiretta dell’albese, neiretta di saluzzo, neiretto del cunese, neiretto di bene, neiretto di carrú, neiretto di costigliole, neiretto di farigliano, neiretto di saluzzo, nereta piccola di monregalese, neretta cuneese, neretta del cuneese-fassanese, neretta del monregalese, neretta di costigliole, neretta di saluzzo, neretta piccola, neretta piccola di dogliani, neretto del beinale, neretto di dogliani, neretto di saluzzo, petite sirah (irrtümlich), petite sirrah, petite syrah, petite syras, plan de la biaune, plant de biaune, plant de la bianne, plant de la biaune, schiras, schiraz, seraene, sereine, serene, serenne, serine, serine noir, serinne, sevene, shiras, shiraz, shyrac, sirac, sirah, sirah marsanne noir, syra, syrac, syrac de l’ermitage i zizak.